# Pindad G2
Pindad G2 — пистолет, разработанный и производимый индонезийской компанией Pindad.

## Этимология
Название «G2» произносится на английском языке и является каламбуром индонезийского слова «jitu» (буквально означает «точный, меткий»).

## Варианты

### G2 Elite
G2 Elite был задуман как более точный пистолет по сравнению с G2 Combat, оснащён регулируемым прицелом (по сравнению с фиксированным механическим прицелом на G2 Combat) для поражения цели на больших расстояниях.
Пистолет также имеет немного другую конструкцию по сравнению с G2 Combat, особенно в задней части затвора.

### G2 Premium
G2 Premium производится с учетом плюсов и минусов, высказанных теми, кто ранее запускал G2 Combat и G2 Elite.
Под стволом пистолета можно прикрепить фонарик или ЛЦУ, что делает его более удобным в ближнем бою или во время тактических операций.
Его также иногда выдают для международных соревнований.

## Страны-эксплуатанты
- Бруней[3]
  - Королевские вооружённые силы Брунея
- Индонезия
  - Индонезийская армия
  - ВМС Индонезии
  - ВВС Индонезии
  - Индонезийская национальная полиция
- Лаос[4]
  - Лаосская народная армия
- Вьетнам[5]
  - Народная армия Вьетнама